# Nạn đói
Nạn đói là sự thiếu thốn lương thực (hoặc nguồn thức ăn)  diện rộng do thiên tai, địch hoạ hoặc chiến tranh mang đến cho một cộng đồng người (hoặc có thể là bất kỳ loài động vật nào). Hiện tượng này thường đi kèm với sự suy dinh dưỡng, chết đói, dịch bệnh và tỷ lệ tử vong gia tăng khu vực.
Biện pháp khẩn cấp trong việc làm giảm nạn đói chủ yếu bao gồm cung cấp các vi chất dinh dưỡng thiếu, chẳng hạn như vitamin và khoáng chất, thông qua bột gói có bổ sung hoặc trực tiếp thông qua bổ sung dinh dưỡng qua thức ăn. Các mô hình cứu trợ nạn đói được sử dụng ngày càng tăng thông qua các kêu gọi nhóm viện trợ bằng cách cung cấp tiền mặt hoặc chứng từ tiền mặt hoặc tiền mặt cho những nông dân địa phương thay vì mua thực phẩm từ các nước tài trợ, thường được yêu cầu theo quy định của pháp luật, như lãng phí tiền vào chi phí vận chuyển.
Các biện pháp dài hạn bao gồm đầu tư kỹ thuật nông nghiệp hiện đại, chẳng hạn như phân bón và tưới tiêu, mà chủ yếu tận loại bỏ đói trên thế giới phát triển. Ngân hàng Thế giới nghiêm khắc hạn chế trợ cấp của chính phủ cho nông dân, và tăng cường sử dụng phân bón phản đối của một số nhóm môi trường. hậu quả ngoài ý muốn của nó: tác dụng phụ ảnh hưởng đến nguồn cung cấp nước và môi trường sống.